# قطعة 20 سنتيم يورو
قطعة 20 سنتيم يورو ( 20 سنت يورو أو 20 سنت) هي العملة الخامسة (بالترتيب التصاعدي للقيمة) في التداول. وهي صادرة عن دول منطقة اليورو والدول التي أبرمت اتفاقيات مع السلطات الأوروبية (أندورا وموناكو وسان مارينو والفاتيكان)، والتي تصدرها حاليًا 23 دولة.
اعتبارًا من 1 يناير 2020، كان هناك 12,054,765,573 عملة معدنية من فئة 20 سنتًا متداولة في منطقة اليورو، بقيمة إجمالية تبلغ 2,410,953,115 يورو.

## المواصفات التقنية
قطعة 20 سنتيم يورو تصنع من سبيكة ذهب نوردي. يبلغ قطرها 22.25 ملم، وسمكها 2.14 ملم وكتلها 5.74 جرام. الحافة ناعمة ومزودة بسبعة أخاديد عميقة. شكل العملة المعدنية المسمى «الزهرة الإسبانية»، كان يستخدم في السابق لعملات معدنية من فئة 50 بيزيتا.
يتم ضرب العملة بضربة ميدالية، مما يعني أن جانبي العملة يظهران في نفس الاتجاه إذا تم تدويرهما على محورها العمودي. يتم إصدار العملة بعكس مشترك لجميع الدول التي تصدر عملات اليورو وأوجه وطنية تختارها الدولة المصدرة وفقًا للمواصفات الصادرة عن السلطات الأوروبية.

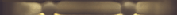
حواف قطعة 20 سنتيم يورو

| دولة الاصدار | وجه العملة | ملاحظات                                                                   |
| ------------ | ---------- | ------------------------------------------------------------------------- |
| - لاتفيا     |            | اصدرت سنة 2014 (تاريخ طبع القطعة الموجودة بالصورة وليس تاريخ بدء التداول) |
| - فرنسا      |            | اصدرت سنة 1999 (تاريخ طبع القطعة الموجودة بالصورة وليس تاريخ بدء التداول) |
| - استونيا    |            | اصدرت سنة 2011 (تاريخ طبع القطعة الموجودة بالصورة وليس تاريخ بدء التداول) |
| - النمسا     |            | اصدرت سنة 2002 (تاريخ طبع القطعة الموجودة بالصورة وليس تاريخ بدء التداول) |
| - ليتوانيا   |            | اصدرت سنة 2013 (تاريخ طبع القطعة الموجودة بالصورة وليس تاريخ بدء التداول) |